# Caught Cheating
Pour plus de détails, voir Fiche technique et Distribution.
Caught Cheating est un film américain réalisé par Frank R. Strayer, sorti en 1931.

## Synopsis
Sam Harris prend en stop Madelynne Cabrone, poursuivie par son mari, le gangster Joe Cabrone, qui l'a surprise avec un autre homme. Joe suppose que Sam est l'homme avec lequel elle était à l'hôtel et promet de le tuer dans les vingt-quatre heures. La seule chose qui l'empêche de le faire immédiatement est la présence d'un policier qui a arrêté Sam pour excès de vitesse. Dans l'espoir d'attirer Sam, Joe lui envoie des billets gratuits pour un bal masqué, auquel lui et ses hommes prévoient d'assister déguisés en policiers. Sachant que Joe a l'intention de le tuer, Sam s'inquiète de ce qu'il laissera à sa veuve Lena, car son entreprise est en faillite et son assurance est périmée. Lena est en colère contre Sam car ses escapades ont fait la une des journaux et elle croit en partie qu'il est coupable. T. McGillicuddy Hungerford, alias Mac, a également lu des articles sur les exploits de Sam dans les journaux. Il offre à Sam un contrat d'un million de dollars s'il se rend au bal masqué avec lui et deux jeunes femmes. Un gangster rival, Tobey Moran, offre à Sam sa protection en lui fournissant deux gardes du corps. Lena apprend que Sam et Mac se rendent à la fête costumée avec deux femmes. Pour le surveiller, Lena utilise les billets gratuits que Joe a envoyés pour assister elle aussi à la fête. À l'insu de tous, l'une des femmes avec Sam est Madelynne. Lorsque Sam découvre son identité, il supplie un policier de l'emmener en prison pour le protéger, mais le policier s'avère être Joe déguisé. Lors d'une fusillade entre les deux gangs rivaux, tous les gangsters sont tués mais Sam et Mac s'en sortent indemnes. Lena apprend la vérité sur Sam et Madelynne et lui pardonne. Mac quitte la ville à la hâte, sans honorer le contrat à Sam après tout.

## Fiche technique
- Titre original : Caught Cheating
- Réalisation : Frank R. Strayer
- Scénario : W. Scott Darling
- Photographie : Max Dupont
- Montage : Edgar Adams
- Production : Phil Goldstone
- Société de production : Tiffany Productions
- Société de distribution : Tiffany Productions
- Pays de production :  États-Unis
- Langue originale : anglais
- Format : Noir et blanc  — 35 mm — 1,20:1 — son mono
- Genre : Comédie
- Durée : 63 minutes
- Dates de sortie : États-Unis : 26 janvier 1931

## Distribution
- Charles Murray : T. McGillicuddy Hungerford, alias Mac
- George Sidney : Sam Harris
- Nita Martan : Madelynne Cabrone
- Robert Ellis : Joe Cabrone
- Dorothy Christy : Tessie
- Bertha Mann : Lena Harris
- Fred Malatesta : Tobey Moran

## Production
- Charles Murray et George Sidney forment un duo comique qui a participé à plusieurs films dans les années 1920.